# Dead Nation
Dead Nation – gra komputerowa z gatunku shoot ’em up na konsolę PlayStation 3, której światowa premiera miała miejsce 30 listopada 2010 roku, a europejska dzień później. Gra została wyprodukowana przez Housemarque i wydana przez Sony Computer Entertainment. W marcu 2014 roku odbędzie się premiera edycji Dead Nation: Apocalypse Edition PS4.

## Rozgrywka
Gra jest przedstawicielem gatunku shoot ’em up, czyli strzelanin z widokiem z kamery umieszczonej ponad poruszającą się postacią. Lewą gałką pada sterujemy bohaterem, prawą kontrolujemy kierunek strzału. Gra oferuje spory arsenał różnorodnych broni, które można ulepszać. Każda z nich została wyposażona w latarkę i laserowy celownik. Ponadto gracz wspomagany jest także przez lekki autoaim.

## Road to Devastation
Road to Devastation jest jedynym dodatkiem DLC do gry Dead Nation, którego europejska premiera odbyła się 18 września 2011 roku. Fabuła gry jest kontynuacją wydarzeń z wersji podstawowej. Gracz budzi się w laboratorium i aby wydostać się z niego musi przebyć jedną z trzech dostępnych dróg. Każda z nich jest zupełnie inna, cechuje je odmienne lokacje, przeciwnicy i bronie. 26 czerwca 2012 wraz z aktualizacją 1.08 w Dead Nation pojawił się dodatkowy tryb Arcade.

## Odbiór gry

### Recenzje
Gra została dobrze przyjęta w serwisach internetowych i magazynach o grach komputerowych uzyskując w agregatorach GameRankings i Metacritic średnie 78.22% i 77/100.

### Sprzedaż
Po ataku hakerskim w kwietniu 2011 roku na serwery Sony i ponad miesięcznym wyłączeniu usługi PlayStation Network, gracze otrzymali możliwość ściągnięcia dwóch z pięciu wybranych przez siebie produkcji w ramach programu Welcome Back. Jedną z nich była Dead Nation i pobrało ją 3,8 mln osób.

### Nagrody
Dead Nation wygrało w konkursie PlayStation Network Gamers’ Choice Awards (dedykowany amerykańskim użytkownikom PlayStation Network) w kategorii „Best PSN Exclusive Game”.